# Prybytky (przystanek kolejowy)
Prybytky (ukr. Прибитки) – przystanek kolejowy w miejscowości Prybytky, w rejonie korosteńskim, w obwodzie żytomierskim, na Ukrainie. Położony jest na linii Białokurowicze – Owrucz.